# Sala de las cien columnas

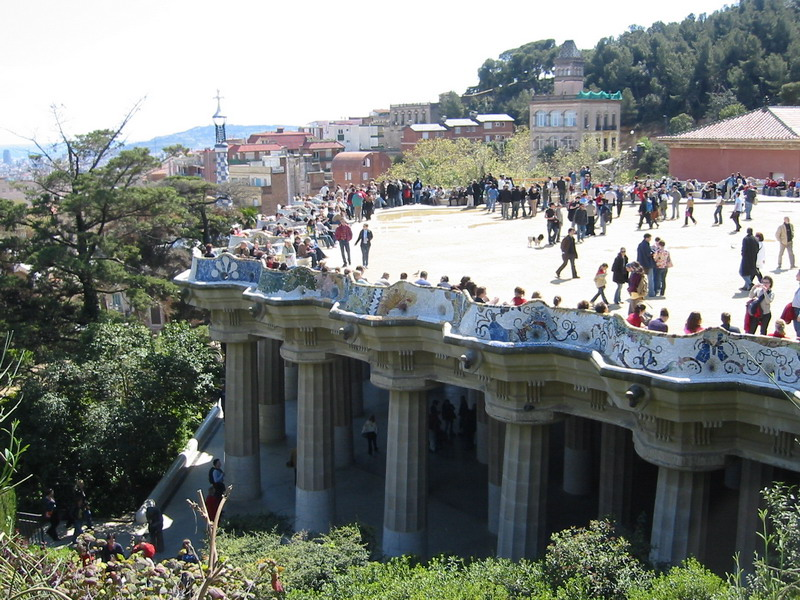
Vista externa de la sala.

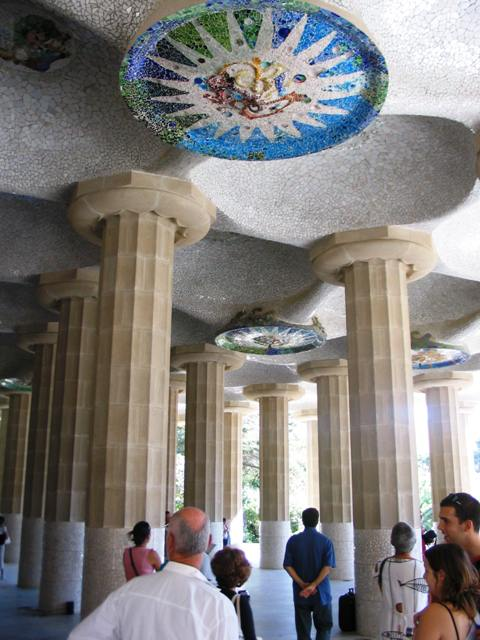
Detalle del techo y los medallones.

La Sala de las Cien Columnas o Sala Hipóstila es una especie de gran porche formado por ochenta y seis columnas que sostiene la gran plaza del Parque Güell de Barcelona. Fue concebida por Antoni Gaudí para albergar el mercado de una ciudad residencial que jamás llegó a completarse.

## Características
Las columnas, verticales las interiores, ligeramente inclinadas las exteriores (actuando de contrafuertes), están diseñadas de tal forma que recuerdan el estilo arquitectónico dórico. Por otro lado, la parte baja de la columna está recubierta de trencadís blanco y uniforme. El mismo recurso se utiliza como base decorativa del techo.
El techo está lleno de formas redondeadas que se adentran entre columna y columna. En catorce de ellas hay dibujos realizados con la técnica del trencadís. Las columnas están alineadas, pero su distribución no es uniforme y en los espacios inexistentes que dejan algunas hay grandes rosetones, también de trencadís. Fue diseñado y estampado por Josep Maria Jujol. Además de los habituales fragmentos de porcelana, también muestra detalles curiosos como un fragmento de una muñeca. Jujol también experimentó con papel de vidrio de color.
El suelo es pulido, pero la pared del fondo parece de piedra tosca sin trabajar. En la parte externa del techo se pueden contemplar cabezas de león que sueltan agua, igual que las gárgolas medievales.